# المياه الجوفية في الوطن العربي

تم حصر الموارد المائية الجوفية في إطار عدة دراسات قام بها المركز العربي وغيره من المنظمات العربية (أكساد 1986، أكساد 1990، جان خوري 1995-1996) وهناك بعض المشكلات التي تنشأ من جراء استثمار هذه الموارد من قبل دول عربية ودول غير عربية مشاركة في نفس المصادر دون أن تؤخذ بعين الاعتبار الحقوق المائية العادلة للأطراف المشاركة.
وتدل الدراسات المشار إليها إلى أن الموارد الجوفية تُشكل تقريباً 15% من الموارد المائية المتاحة للوطن العربي. علماً بأن الدول العربية تستهلك حالياً جزءً من المخزون الاستراتيجي وخاصةً المتوفر في الأحواض المائية الجوفية الكبرى غير المتجددة، فترتفع هذه النسبة إلى حوالي 22% من مجمل الموارد.
وأهم سمة للموارد المائية الجوفية في الوطن العربي هي كونها تشمل فئة تتجدد مياهها باستمرار عن طريق التغذية المائية الجوفية مثل التسرب المباشر من الأمطار أو غير المباشر من السيول السطحية والأنهار)، وفئة لا تتجدد مياهها إلا خلال فترة تُقدر بآلاف السنين وبالتالي لا أهمية لهذا التجدد أثناء الفترة التي يعيشها الإنسان، وعلى العموم يتبين من أبحاث المركز في مجال تغذية المياه الجوفية أنه إذا انخفض الهطول المطري إلى 200 ملم تنخفض التغذية المائية إلى أقل من واحد ملم، وبما أن أمطار الأحواض المائية الجوفية المشتركة لا تتجاوز 50 ملم فإن التغذية المائية معدومة من الوجهة العملية في هذه الأحواض.
استناداً إلى الدراسات السابقة تبين أن المياه الجوفية تتوافر في الوطن العربي في بيئات هيدروجيولوجية مختلفة يُمكن تصنيفها على النحو التالي:
1. أحواض جبلية وبينية تنتشر في جبال الأطلس في المغرب العربي.
2. أحواض كبرى تحتوي على سماكات ضخمة من طبقات رملية- قارية وكلسية أحياناً، تنتشر في الصحراء الكبرى وصحارى الجزيرة العربية.
3. أحواض تتوافر في أودية سهول تهامة والباطنة والجزيرة العربية.
4. طبقات كلسية كارستية ممتدة في المرتفعات الساحلية في لبنان وسوريا وفلسطين
5. أحواض كلسية ولحقية تنتشر في الجزيرة العليا السورية والعراقية.

## مصر

### الخزانات المتجددة
تتوزع خزانات المياه الجوفية المتجددة بين وادي النيل (بمخزون 200مليار م3 تقريباً)، وأقليم الدلتا (بمخزون 400مليار م3 تقريبآ). وتعتبر تلك المياه جزءآ من موارد مياه النيل. ويقدر ما يتم سحبه من مياه تلك الخزانات نحو 6.5 مليار م3 وذلك منذ عام2006. ويعتبر ذلك في حدود السحب الآمن والذي يبلغ أقصاه نحو 7.5 مليار م3 حسب تقديرات معهد بحوث المياه الجوفية. كما يتميز بنوعية جيدة من المياه تصل ملوحتها إلى نحو 300-800 جزء في المليون في مناطق جنوب الدلتا. ولا يسمح باستنزاف مياه تلك الخزانات إلا عند حدوث جفاف لفترة زمنية طويلة، لذلك تعتبر هذه المياه ذات قيمة إستراتيجية هامــة. ومن المقدر أن يقترب السحب من هذه الخزانات إلى نحو 7.5 مليار م3 بعد عام 2017.

### الخزانات غير المتجددة
أما خزانات المياه الجوفية غير المتجددة فتمتد تحت الصحراء الشرقية والغربية وشبه جزيرة سيناء. وأهمها خزان الحجر الرملى النوبى في الصحراء الغربية والذي يقدر مخزونه بنحو 40 ألف مليار م3. حيث يمتد في إقليم شمال شرق إفريقيا ويشمل أراضى مصر والسودان وليبيا وتشاد، ويعتبر هذا الخزان من أهم مصادر المياه الجوفية العذبة غير المتاحة في مصر للأستخدام نظرآ لتوافر تلك المياه على أعماق كبيرة، مما يسبب أرتفاعآ في تكاليف الرفع والضخ. لذلك فإن ما تم سحبه من تلك المياه نحو 0.6 مليار م3 /السنة وهي تكفى لرى نحو 150 ألف فدان بمنطقة العوينات.
ومن المتوقع أن يزداد معدل السحب السنوى إلى نحو 2.5-3 مليار م3 /السنة كحد سحب آمن وأقتصادى.

#### آثار ناتجة
وعامة يجب تفادى الأثار الناتجة عن الأنخفاض المتوقع في منسوب الخزان الجوفى، وذلك بالتحول من نظام زراعة المساحات الشاسعة إلى نظام المزارع المحددة بمساحات متفرقة (2000-5000فدان) وذلك للحفاظ على الخزانات الجوفية لفترات طويلة.

### توزيع المياه الجوفية في مصر

#### الدلتا ووادي النيل
تكون الرواسب النهرية في وادي النيل مستودعاً للمياه الأرضية التي تصل إليها من مياه النيل نفسه وترعه الرئيسية، كما تصل كمية من المياه الأرضية عن طريق الوديان الصحراوية الكبيرة مثل وادي قنا ووادي أسيوط خلال صخور الحجر الرملي النوبي التي تحف بالوادي من حدود السودان حتى جنوب مدينة إسنا. وغنى عن القول أن هطول الأمطار في مصر، بصفة عامة، نادرة جداً، فيما عدا المنطقة الساحلية للبحر الأبيض المتوسط والهضبة الشمالية ولهذا فإن مياه الأمطار لا تساهم في موارد المياه الأرضية في وادي النيل والدلتا إلا قليلا. وقد تحتوي المياه الجوفية في وادي النيل على كميات من الأملاح تزيد بكثير عما تحتويه مياه النيل، ويرجع ذلك إلى أنها قد تُذيب كميات إضافية من الأملاح أثناء مرورها بالطبقات المختلفة في طريقها إلى الآبار. أما إذا كانت الطبقات التي تمر فيها المياه الأرضية لا تحتوي على أملاح فإنها تصل الآبار ولها نفس ملوحة مياه نهر النيل تقريباً (تتراوح بين 130-260 جزءاً في المليون).

#### الصحراء الشرقية وشبه جزيرة سيناء
تعتبر مياه الأمطار التي تسقط فوق المناطق الجبلية في الصحراء الشرقية وشبه جزيرة سيناء من أهم مصادر المياه الأرضية، ومن الجدير بالذكر أن مياه الأمطار في الصحراء الشرقية أقل منها في شبه جزيرة سيناء وتستخرج المياه الأرضية في الصحراء الشرقية من الآبار التي تُحفر في الوديان. وتستمد هذه الآبار مياهها من الطبقات النافذة للمياه والموجودة بالوديان. تتوقف كمية تلك المياه على معدل سقوط الأمطار وكمياتها. وتوجد بالصحراء الشرقية بعض الينابيع التي تظهر فيها مياه وفيرة جيدة وتُستمد هذه الينابيع مياهها من طبقات الحجر الرملي النوبي الواقعة وسط جبال البحر الأحمر. وتستخرج المياه الأرضية في شبه جزيرة سيناء من الآبار التي تحفر في الوديان الرئيسية كما هو الحال في مناطق الطور ووادي فيران والعريش وغيرها.

#### الصحراء الغربية
لاقت الأبحاث الخاصة بالمياه الأرضية في الصحراء الغربية اهتماماً يفوق ما لاقته المناطق الأخرى ويرجع ذلك إلى وفرة هذه المياه من ناحية، ولوجود عدد من الواحات في هذه الصحراء من ناحية أخرى. وتستخرج المياه الأرضية من الصحراء الغربية بواسطة الآبار الارتوازية التي تحفر في صخور الحجر الرملي النوبي. وتستخرج المياه الأرضية بكميات وفيرة من الواحات الخارجة والداخلة ويليها الواحات البحرية وواحة سيوة وأخيراً واحة الفرافرة التي تقل فيها كميات المياه المستخرجة نسبياً بالرغم من وجود مساحات واسعة بها من الأراضي الصالحة للزراعة. ومن حيث نوع المياه، فمياه الواحات الداخلة والخارجة والبحرية جيدة جداً ومياه واحة الفرافرة جيدة أيضاً، أما مياه واحة سيوة فمالحة. ويرجع ذلك إلى أن المياه الأرضية في هذه الواحة تخترق طبقات التكوين الطباشيري والأيوسيني والميوسيني إلى أن تصل لسطح الأرض.

#### المنطقة الساحلية
تتكون هذه الطبقة غالباً من كثبان رملية تتخللها معظم مياه الأمطار التي تسقط فوقها مكونة طبقة من المياه العذبة تطفو فوق المياه المالحة وذلك بفعل فرق الكثافة. وتستخرج المياه الأرضية من هذه المنطقة بواسطة الآبار قليلة العمق (الضحلة) ومياه الآبار الساحلية في شبه جزيرة سيناء أكثر ملوحة من مياه الآبار الساحلية في الصحراء الغربية، كما أنها تحتوي على كميات أكثر من الكبريتات. ولقد أثبتت الأبحاث عن المياه الأرضية في المنطقة الساحلية من الصحراء الغربية عن وجود منطقة مياه أرضية جاثمة Perched water مخزونة في أحواض تركيبية تحت سطح الأرض.